# Stadion Miejski w Gorżdach
Stadion Miejski w Gorżdach (lit. Gargždų miesto stadionas) – stadion piłkarski w miejscowości Gorżdy na którym rozgrywa swoje mecze Banga Gorżdy. Pojemność stadionu to około 2 300 miejsc siedzących część z nich jest zadaszona. Stadion spełnia warunki kategorii 2 UEFA. Sztuczna murawa na stadionie posiada kategorię FIFA 2. Ostatnia modernizacja stadionu była w latach 2009-2011. Podczas ostatniej modernizacji zostało zamontowane sztuczne oświetlenie, wymieniono murawę naturalną na syntetyczną, zbudowano zadaszenie trybuny, wybudowano nową trybunę i wyremontowano pomieszczenia biurowe.